# بول كوبلى
بول كوبلى (بالإنجليزية: Paul Copley)‏ هو ممثل بريطاني، ولد في 25 نوفمبر 1944 في المملكة المتحدة.

## أعمال

### أفلام
- (1993) بقايا اليوم[2]
- (1996) جود

## وصلات خارجية
- بول كوبلى على موقع IMDb (الإنجليزية)
- بول كوبلى على موقع ألو سيني (الفرنسية)
- بول كوبلى على موقع أول موفي (الإنجليزية)
- بول كوبلى على موقع قاعدة بيانات الأفلام السويدية (السويدية)
- بول كوبلى على موقع قاعدة بيانات الفيلم (الإنجليزية)
- بول كوبلى على موقع كينوبويسك (الروسية)